# Dyrekcja Kolei w Poznaniu

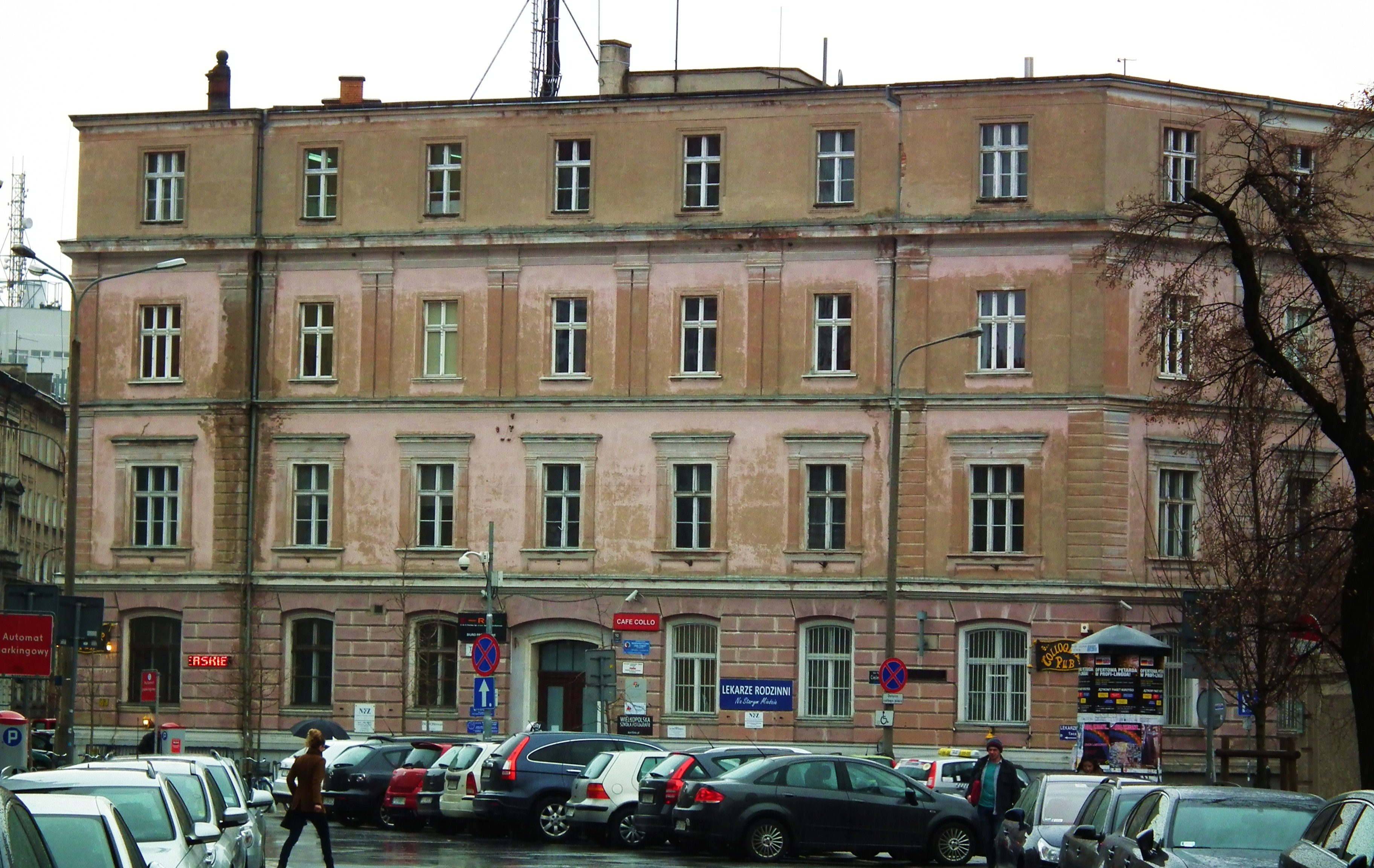
„Stara Dyrekcja” – ul. Taczaka 10

Dyrekcja Kolei w Poznaniu – terytorialny organ zarządzania koleją w Poznaniu.

## Historia
Pierwszy pociąg dotarł do Poznania w 1848 ze Stargardu za sprawą powołanego Towarzystwa Kolei Żelaznej Stargardzko-Poznańskiej (Stargard-Posener Eisenbahn). Sukcesywnie realizowane kolejne linie. Przez wydzielenie linii z dyrekcji w Berlinie, Bydgoszczy i we Wrocławiu w 1895 utworzono Królewską Dyrekcję Kolei (Königliche Eisenbahndirection zu Posen – KED Posen), której w latach 1916–1919 zmieniono nazwę na Dyrekcję Kolei Poznań (Eisenbahndirektion Posen – EB Posen).
Wielkopolska została wyzwolona w wyniku podjętego zwycięskiego powstania wielkopolskiego w 1919, tj. w rok później niż pozostałe połacie kraju. Dotychczasowa Dyrekcja Kolei w Poznaniu została przejęta przez polskie Ministerstwo Kolei Żelaznych dopiero w 1920, jednocześnie przyjmując obowiązującą do 1929 nazwę – Dyrekcji Kolei Państwowych w Poznaniu, następnie w latach 1929–1939 – Dyrekcji Okręgowej Kolei Państwowych – DOKP Poznań.
Postępujące działania militarne i szybko rosnące potrzeby przewozowe III Rzeszy były powodem utworzenia w 1939 Dyrekcji Kolei Rzeszy Poznań (Reichsbahndirektion Posen – RBD/Rbd Posen), która terytorialnie zarządzała koleją w tzw. Kraju Warty (Reichsgau Wartheland), zaś od wschodu graniczyła z Generalnym Gubernatorstwem (Generalgouvernement). W 1945 RBD Posen ewakuowano do Berlina.
Natychmiast po wojnie spontanicznie powołano przez miejscowych kolejarzy Tymczasową Komendę DOKP w Poznaniu (1945), w tym samym roku przekształconą w Dyrekcję Okręgową Kolei Państwowych – DOKP (1945), w (1975) w Zachodnią Dyrekcję Okręgową Kolei Państwowych – ZDOKP, z którą to często utożsamia się nazwę budynku w al. Niepodległości 8.
Po kilkakrotnych zmianach restrukturyzacyjnych w gmachu swoją siedzibę miała Dyrekcja Okręgu Infrastruktury Kolejowej (1998-2001), a następnie od 2002 mają jednostki wykonawcze szeregu spółek kolejowych, m.in. Oddział Regionalny spółki PKP Polskie Linie Kolejowe SA.
W 1986 w budynku ZDOKP otwarto Izbę Pamięci Oddziału Regionalnego PKP PLK SA w Poznaniu.

## Prezesi/dyrektorzy
- 1898–1902[1] – Max Roepell
- 1903–1905 – dr Max Friedrich Kieschke
- 1905–1913[2] – Johannes Schulze-Nickel
- 1913–1916 – dr Georg Bodenstein
- 1917 – Schultze[3]
- 1919–1920 – inż. Benon Rutkowski
- 1920–1926 – inż. Bogusław Dobrzycki
- 1926–1935 – inż. Stanisław Ruciński-Nagórny[4]
- 1935–1939 – inż. Włodzimierz Krzyżanowski
- 1939 – inż. Ignacy Czerniewski
- 1939–1940 – dr Adolf Sarter
- –1945 – dr Ludwig Holtz
- 1945–1950 – inż. Mieczysław Stodolski
- 1950–1953 – Józef Pieprzyk
- 1953–1956 – Tadeusz Bronowski
- 1956–1962 – inż. Władysław Mrugalski
- 1962–1974 – inż. Edmund Rejek
- 1975–1985 – Stanisław Chełstowski
- 1985–1990 – Zbigniew Pajdak
- 1991–1998 – Grzegorz Siewiera
- 1998 – Jan Czerniak

## Siedziba
- chronologicznie I i IV siedziba dyrekcji kolei – bud. w którym w 1895 utworzono Królewską Dyrekcję Kolei (Königliche Eisenbahndirection zu Posen), ul. gen. Taczaka 10, wcześniej Luisenstrasse 10, ul. Skarbowa, Tadeusza Chudoby, nazywanym do dziś „Starą Dyrekcją”, zajmowana wcześniej przez komórki Dyrekcji Kolei we Wrocławiu. Bud. był też kolejną, drugą po wyzwoleniu (1945–1948) siedzibą DOKP do czasu odremontowania gmachu przy ul. Wały Zygmunta Starego, obecnie przy al. Niepodległości 8[5].
- II i V siedziba wyb. w latach 1910–1915 dla pruskiej Dyrekcji Kolei w Poznaniu (Eisenbahndirektion Posen), al. Niepodległości 8, wcześniej przy Kurfürstenring 4, Wały Zygmunta Starego 4, jako jednej z ostatnich budowli Dzielnicy Cesarskiej. Projekt utrzymano w stylu neobarokowym, zwanym też „barokiem wilhelmińskim”. Siedziba DOKP (1948–1998)[5].
- III siedziba Tymczasowej Komendy DOKP w Poznaniu (luty–sierpień 1945), ul. Kolejowa 4
- w budynku przy ul. Kolejowej 5 mieszczą się komórki organizacyjne centrali spółki Przewozy Regionalne Sp. z o.o.

## Liczba zatrudnionych
- 1945 – 10 500
- 1946 – 35 202[5]